# Quivisianthe
Quivisianthe, monotipski biljni rod iz porodice jasenjačevki. Jedina je vrsta Q. papinae, listopadno stablo s Madagaskara, endem.
Naraste najviše do 30 metara visine, najčešće 20, s promjerom debla do 50 cm. Drvo je važan izvor drva za lokalnu gradnju na zapadnom i južnom Madagaskaru, gdje se često sječe u divljini. 
Quivisianthe voli dublja tla, često je uz rijeke i listopadnim šumama do visina ispod 1 000 metara, obično u raštrkanim skupinama.